# Émile Borel
|  | No s'ha de confondre amb Armand Borel. |

  Émile Borel    (Sant Africa i Lió, 7 de gener de 1871 - París i 14è districte de París, 3 de febrer de 1956) fou un matemàtic i polític francès.
Juntament amb René Baire i Henri Lebesgue, va ser un dels pioners de la teoria de la mesura i la seva aplicació a la teoria de la probabilitat. Un dels seus llibres sobre la probabilitat presenta el divertit experiment mental que ha entrat a la cultura popular amb el nom de teorema dels micos infinits o similars. També va publicar una sèrie de treballs de recerca sobre la teoria dels jocs.
El 1913 i 1914 va relacionar la geometria no euclidiana hiperbòlica amb la relativitat especial amb treball expositiu.
A la dècada de 1920, 1930 i 1940 va estar actiu a la política. Del 1924 al 1936, va ser membre de l'Assemblea Nacional Francesa. El 1925, va ser Ministre de Marina. Durant la Segona Guerra Mundial va ser un membre de la Resistència francesa.
A part del cràter Borel de la Lluna, hi ha molts conceptes amb el seu nom, com l'àlgebra de Borel i el teorema de Heine-Borel.

## Biografia
Fill d'un pastor protestant, Émile Borel fou acceptat a l'École polytechnique i a l'École Normale Supérieure, escola que Borel va escollir. També va ser primer a l'agregació de matemàtiques, una mena de concurs de selecció per al professorat. Va refusar les ofertes per treballar en l'àmbit industrial, i es dedicà a la recerca. Émile Borel fou nomenat mestre de conferències a la Facultat de ciències de Lilla l'any 1893.
Juntament amb René Baire i Henri-Léon Lebesgue, Borel fou un dels pioners de la teoria de la mesura i la seva aplicació a la teoria de la probabilitat. El concepte d'àlgebra de Borel rep aquest nom en el seu honor. A les seves obres, Borel presentà l'experiment mental conegut com el teorema dels micos infinits. També publicà una sèrie d'articles de recerca sobre la teoria de jocs, així com una veritable obra mestra sobre el joc del bridge.
Fou president de la Société mathématique de France el 1905, i el 1906 creà, amb la seva dona Camille Marbo La Revue du mois, una publicació científica i literària.
Obtingué la càtedra de Teoria de funcions a la Facultat de ciències de París l'any 1909, i més tard la càtedra de Probabilitats i física matemàtica, succeint Joseph Boussinesq, l'any 1921. També fou director adjunt de l'École Normale Supérieure, de 1910 a 1920.
Pel que fa a la política i la vida militar, s'inscrigué voluntari a l'exèrcit el 1914, i comandà una bateria d'artilleria. Políticament, Borel tingué un rol actiu, cridat pel seu amic Paul Painlevé, va convertir-se en secretari general de la presidència del Consell. Més endavant fou diputat, primer pel Partit Republicà Radical i Radical-Socialista, després per independent d'esquerra, i finalment pel republicà-socialista pel departament d'Avairon de 1924 a 1936, i ministre de la Marina entre el 17 d'abril i el 28 de novembre de 1925.
Membre del Consell de la Universitat des de 1920, Borel n'esdevingué vicepresident. També creà el 1922 l'Institut d'Estadística de la Universitat de París VI (ISUP), l'escola d'estadística més antiga de França. Addicionalment, fou president, entre 1923 i 1924 de la Confederació de Treballadors Intel·lectuals (CTI).
Émile Borel creà l'any 1928, amb el suport financer de la Fundació Rockefeller i de la família Rothschild, el Centre matemàtic, al qual dona el nom d'Institut Henri Poincaré, i que dirigeix durant 30 anys. Fou elegit, el 1921, membre de l'Acadèmia Francesa de les Ciències, d'on esdevingué vicepresident el 1933 i posteriorment president el 1934.
L'any 1936, amb Jean Perrin i Jean Zay, Borel participà en la creació de l'organització d'Estat de la Recerca, que posteriorment es convertiria en el Centre Nacional de la Recerca Científica (CNRS).
Borel fou també professor extraordinari a la Universitat de Roma La Sapienza, així com membre de l'Acadèmia Romanesa.
Durant la Segona Guerra Mundial, Borel fou arrestat i fet presoner a Fresnes durant un mes, l'any 1941, i tan aviat com fou alliberat, va reprendre la lluita dins la Resistència. A partir de 1945, Émile Borel fou membre del consell de l'ordre de la Legió d'Honor, i fou elegit membre del Bureau des Longitudes l'any 1946. Dos anys després, l'any 1948, esdevingué president del comitè de ciències de la UNESCO.
Émile Borel morí a París l'any 1956. La seva dona, Marguerite Appell, escritora coneguda amb el nom de ploma de Camille Marbo, va rebre el Premi Femina l'any 1913. Marbo era filla del matemàtic Paul Appell i germana del diputat Pierre Appell.

## Distincions
- Gran Creu de la Legió d'Honor
- Creu de Guerra 1939-1945
- Medalla de la Resistència amb roseta
- Gran Premi de les Ciències Matemàtiques (1898)
- Premi Poncelet, 1901.
- Premi Vaillant, 1904.
- Premi Petit d'Ormoy, 1905.
- Premi Osiris, 1954.
- 1a Medalla d'or del CNRS pel conjunt de la seva obra